# Reissantia
Reissantia es un género de plantas con flores pertenecientes a la familia Celastraceae. Comprende 11 especies descritas y de estas, solo 3 aceptadas.

## Taxonomía
El género fue descrito por  Nicolas Hallé y publicado en Bull. Mus. Hist. Nat. (Paris) ser. 2. 30: 466. 1958. La especie tipo es: Reissantia astericantha N. Hallé. 

## Especies aceptadas
A continuación se brinda un listado de las especies del género Reissantia aceptadas hasta julio de 2011, ordenadas alfabéticamente. Para cada una se indica el nombre binomial seguido del autor, abreviado según las convenciones y usos.
- Reissantia angustipetala (H. Perrier) N. Hallé
- Reissantia buchananii (Loes.) N. Hallé
- Reissantia parviflora (N.E.Br.) N.Hallé